# Plugged in Permanent
Plugged in Permanent es el séptimo álbum de estudio de la banda de heavy metal canadiense Anvil, publicado en 1996. El bajo fue grabado por Mike Duncan, quien reemplazó a Ian Dickson. Igualmente, Ivan Hurd reemplazó a Sebastian Marino como guitarrista.

## Lista de canciones
Todas las letras escritas por Steve "Lips" Kudlow, toda la música compuesta por Kudlow and Robb Reiner. 
| N.º | Título                 | Duración |  |
| 1.  | «Racial Hostility»     | 5:56     |  |
| 2.  | «Doctor Kevorkian»     | 3:46     |  |
| 3.  | «Smokin' Green»        | 4:56     |  |
| 4.  | «Destined for Doom»    | 5:17     |  |
| 5.  | «Killer Hill»          | 3:27     |  |
| 6.  | «Face Pull»            | 2:54     |  |
| 7.  | «I'm Trying to Sleep»  | 3:10     |  |
| 8.  | «Five Knuckle Shuffle» | 3:26     |  |
| 9.  | «Truth or Consequence» | 6:19     |  |
| 10. | «Guilty»               | 6:47     |  |

## Créditos
- Steve "Lips" Kudlow – voz, guitarra
- Ivan Hurd – guitarra
- Mike Duncan – bajo
- Robb Reiner – batería